# 杨序顺
杨序顺（1944年—），贵州天柱人，中华人民共和国政治人物。
毕业于贵州工学院化工系无机物工学专业。1983年5月至1986年1月，任贵州省毕节地委副书记。1986年1月至1988年7月，任毕节地委行署专员。1988年7月，任贵州省民政厅厅长。1998年1月，任贵州省人大常委会副主任。